# Colin Munro MacLeod
Colin Munro MacLeod (Port Hastings, 28 gennaio 1909 – Londra, 11 febbraio 1972) è stato un genetista canadese, noto per il celebre esperimento del 1944 svolto insieme ad Oswald Theodore Avery e Maclyn McCarty che lo portò ad identificare il DNA come principio trasformante responsabile del trasporto dell'informazione genetica.

## L'esperimento con Avery e McCarty
Nato in Nuova Scozia (Canada), MacLeod poté accedere alla McGill University all'età di soli 16 anni, avendo saltato tre anni di scuola primaria, completando i suoi studi medici a 23 anni.
I primi anni di ricerca sono quelli che conferirono la maggiore notorietà a MacLeod che, insieme ad Avery e McCarty, dimostrò che i geni fossero costituiti di DNA. Nel 1941, Avery e MacLeod stavano studiando due linea di Pneumococcus: la prima, in grado di indurre polmonite, fu definita S (da smooth, liscio, con riferimento all'aspetto dei batteri); la seconda, benigna, fu definita R (da rough, ruvido). Avery e MacLeod avevano scoperto che un lisato di batteri provenienti dalla linea S poteva convertire la linea R ad un fenotipo patogenetico.
Al termine di quell'anno, Maclyn McCarty si unì al laboratorio di Avery e, nel 1942, il gruppo inizio a focalizzarsi sul DNA, ritenuto l'elemento necessario e sufficiente per permettere alla linea S di convertire la R. All'inizio del 1943, Avery, MacLeod e McCarty avevano dimostrato che il DNA era in effetti il principio trasformante. Nel febbraio 1944, il trio pubblicò i risultati nel primo di una serie di articoli sul Journal of Experimental Medicine. Esperimenti successivi confermarono il DNA come vettore universale di informazione genetica. Nonostante il grandissimo rilievo scientifico di questa scoperta, Avery, MacLeod e McCarty non furono mai premiati con il Premio Nobel.

## Gli studi come microbiologo
Con l'avvento della seconda guerra mondiale, MacLeod si focalizzò su numerose malattie comuni tra i soldati dell'esercito americano, come la febbre tifoide, la malaria e la polmonite. Durante la guerra, MacLeod fu uno dei tanti scienziati e fisici che vennero in soccorso del governo federale a richiesta. Nel 1941 era diventato direttore del dipartimento di microbiologia della scuola di medicina della New York University (NYU) e collaborava con il segretario di guerra. Nel frattempo era divenuto anche un membro ufficiale dell'Army Epidemiological Board (allargato a tutte le forze armate nel 1949, quando prese la denominazione di Armed Forces Epidemiological Board), di cui divenne presidente nel 1947, anno in cui il Dipartimento della Guerra fu rinominato in Dipartimento della Difesa.
Al termine della guerra, il Congresso diede ai National Institutes of Health (NIH) l'autorità di garantire fondi di ricerca ad enti esterni agli NIH, fondando di fatto il concetto di programma extramurale, che oggi costituisce quasi il 90% dei fondi distribuiti dagli NIH. Gli NIH supportarono dal punto di vista finanziario MacLeod che, tra il 1946 ed il 1949, era stato membro della prima sezione di studio degli NIH, la Antibiotics Study Section.
Questo periodo segnò di fatto l'inizio di una terza fase di carriera scientifica, caratterizzata da meno attività di ricerca e maggiore da consulente per direttori degli NIH o per commissioni incaricate di stanziare fondi.

## Gli incarichi degli ultimi anni
MacLeod fu eletto membro nella National Academy of Science nel 1955. Nel 1956 si dimise dalla cattedra di microbiologia alla New York University, passò alcuni anni alla University of Pennsylvania, per ritornare nel 1960 come professore di medicina alla NYU. Lo stesso anno, il direttore degli NIH James Shannon chiese a MacLeod di collaborare con la Southeast Asia Treaty Organization (SEATO) per trovare strategie per affrontare il grave problema del colera, molto diffuso tra le popolazioni. Insieme ad altri scienziati come Joseph Smadel, Theodore Woodward e Fred Soper, MacLeod propose la creazione di un laboratorio di ricerca a Dacca, in Bangladesh (allora Pakistan dell'est), per condurre ricerca sul campo. Soper divenne il primo direttore del centro, chiamato inizialmente Cholera Research Laboratory e, successivamente, International Center of Diarrhoeal Diseases Research, Bangladesh.
Nel 1961, MacLeod divenne anche direttore del Life Sciences Panel del comitato scientifico del presidente John Fitzgerald Kennedy. Nel 1963, lo stesso Kennedy nominò MacLeod vicedirettore dell'Office of Science and Technology (l'attuale Office of Science and Technology Policy), dove rimase fino al 1966, sotto la presidenza di Lyndon Johnson seguita all'assassinio di Kennedy.

## Fonte
Questo articolo è basato su una fonte di pubblico dominio presente sul sito del National Institute of Allergy and Infectious Diseases, dei National Institutes of Health (pdf)